# Tre spelmän (musikalbum)
Tre spelmän är ett musikalbum av Pers Hans, Kalle Almlöf och Björn Ståbi, utgivet 1977 av Sonet Records. Skivan spelades in i Kalle Almlöfs pappas kafé i Malung i januari 1975.
Skivan ingick i en svensk folkmusikserie som Sonet Records gav ut och 2001 gavs skivan ut på cd som Three Fiddlers med en utökad låtlista (spåren 18-21 är tidigare outgivna). Albumet var nummer 19 i ordningen som återutgivits på cd i Sonets folkmusikserie.

## Låtlista
Alla låtarna är traditionella.

### 2001 års CD-utgåva
Spåren 18-21 är tidigare outgivna.
1. "Bridal Tune from Öje after Lina Löf"
2. "Polska from Bingsjö"
3. "'Långt jässpôd på bârgom'. Polska from Rättvik after Pers Erik"
4. "Waltz from Orsa after Gössa Anders"
5. "Polska from Transtrand after Omas Per"
6. "Bridal Polska after Blank Anders"
7. "Polska from Rättvik after Pers Erik"
8. "Waltz from Transtrand after Omas Ludvig"
9. "'Höök Olles storpolska'. Polska from Rättvik after Höök Olle"
10. "Springlek from Malung after Troskari Erik"
11. "Polska from Malung after Haga Olle"
12. "Waltz from Rättvik after Karl Werkmäster"
13. "Polska from Rättvik after Höök Olof"
14. "Bridal March from Älvdalen after Ekor Anders"
15. "'Frisells storpolska'. Polska after Anders Frisell, Mockfjärd"
16. "Springlek from Transtrand after Omas Per"
17. "March from Western Dalarna after Kalle Almlöf"
18. "Bruddhisslåt from Orsa after Gössa Anders"
  - Solo: Björn Ståbi
19. "Polska from Rättvik after Blank Kalle"
  - Solo: Pers Hans
20. "Polska from Malung after Troskari Erik"
  - Solo: Kalle Almlöf
21. "Järna skänklåt after Olof Goth"
22. "Polska from Ore after Timas Hans"
23. "Marching Tune after Skommarfar, Leksand"

Total tid: 48:32

## Medverkande
- Pers Hans – fiol (2, 3, 6, 7, 9, 12, 13, 15, 19, 21-23)
- Kalle Almlöf – fiol (1, 4, 5, 8, 10, 11, 14, 16, 17, 20, 22, 23)
- Björn Ståbi – fiol (1-18, 21-23)
- Gert Palmcrantz – ljudtekniker